# Bahrain Juniors
Das Bahrain Juniors (auch Bahrain Junior International genannt) ist im Badminton die offene internationale Meisterschaft von Bahrain für Junioren und damit das bedeutendste internationale Juniorenturnier in Bahrain. Es wurde erstmals im September 2023 ausgetragen, nachdem die ursprünglich für 2020 geplante Premiere der Corona-Pandemie zum Opfer fiel.

## Die Sieger
| Saison    | Herreneinzel          | Dameneinzel       | Herrendoppel                      | Damendoppel                     | Mixed                        |
| --------- | --------------------- | ----------------- | --------------------------------- | ------------------------------- | ---------------------------- |
| 2020      | abgesagt              | abgesagt          | abgesagt                          | abgesagt                        | abgesagt                     |
| 2021 2022 | nicht ausgetragen     | nicht ausgetragen | nicht ausgetragen                 | nicht ausgetragen               | nicht ausgetragen            |
| 2023      | Pranauv Ram Nagalinga | Marah Omar        | Saif Abu Eid Qusai Althawahreh    | Marah Omar Maryam Abuarrah      | Mahd Shaikh Khadijah Kawthar |
| 2024      | Vishwajeet Chaudhary  | Prakriti Bharath  | Shuhaibu Malik Arakuth Thejas Ram | Alissa Kuleshova Diana Namenova | Amer Mohammed Nabiha Shariff |